# モエレジーニアス
モエレジーニアス（欧字名:Moere Genius、2003年3月10日 - 不明）は、日本の競走馬。主な勝ち鞍に2005年の函館2歳ステークス。
馬名の意味は、冠名＋「天才」。

## 経歴

### 2歳（2005年）
2005年6月8日のレースでデビューし、初勝利を収めた。次走の栄冠賞はパフィオペディラムの2着に惜敗。7月23日のラベンダー賞を差し切りで制して、オープン戦初勝利を挙げた。8月7日の函館2歳ステークスは好位から直線で先頭に立ち、中団から追い込んできたラッシュライフの追撃をアタマ差凌いで、念願の重賞初優勝を飾った。地方馬が同レースを制するのは、1999年のエンゼルカロ以来、6年ぶり。連勝をかけた札幌2歳ステークスは一時先頭に立つも、アドマイヤムーンに交わされ、3着。北海道2歳優駿は圧倒的1番人気に支持されたが、直線半ばで失速し3位入線（1位入線のエイシンセイテンが降着したため2着）。年末はGI初挑戦の朝日杯フューチュリティステークスに出走する予定だったが、熱発のため回避した。
函館2歳ステークス優勝、ならびに出走したすべての重賞で3着以内に入ったことが評価され、この年のNARグランプリ最優秀ターフ馬およびホッカイドウ競馬年度代表馬（2歳）に選出された。

### 3歳 - 5歳（2006年 - 2008年）
2006年シーズンはジャパンダートダービーから始動する予定だったが、再び回避。8月8日の王冠賞でシーズン初出走を迎えたが、1.9倍の圧倒的支持を裏切り、まさかの9着に沈んだ。
その後はレースに復帰することはなく、王冠賞から約2年2か月後の2008年10月1日付で競走馬登録を抹消され引退した。引退後の動向は不明。

## 競走成績
以下の内容は、JBISサーチおよびnetkeiba.com、地方競馬全国協会に基づく。
| 競走日     | 競馬場 | 競走名        | 格     | 距離（馬場）  | 頭 数 | 枠 番 | 馬 番 | オッズ （人気） | 着順 | タイム （上り3F） | 着差 | 騎手        | 斤量 [kg] | 1着馬（2着馬）       | 馬体重 [kg] |
| ---------- | ------ | ------------- | ------ | ------------- | ----- | ----- | ----- | --------------- | ---- | ----------------- | ---- | ----------- | --------- | -------------------- | ----------- |
| 2005.06.08 | 札幌   | フレッシュCha |        | ダ1000m（良） | 9     | 2     | 2     | （4人）         | 01着 | R1:01.9           | -0.9 | 0小野望     | 53        | （マンマミーア）     | 508         |
| 0000.07.06 | 旭川   | 栄冠賞        | H2     | ダ1000m（良） | 14    | 7     | 12    | （4人）         | 02着 | R1:02.5           | -0.5 | 0小野望     | 53        | パフィオペディラム   | 516         |
| 0000.07.23 | 函館   | ラベンダー賞  | OP     | 芝1200m（良） | 7     | 2     | 2     | 005.10（3人）   | 01着 | R1:10.9（35.6）   | -0.2 | 0五十嵐冬樹 | 54        | （シルクドラグーン） | 506         |
| 0000.08.07 | 函館   | 函館2歳S      | GIII   | 芝1200m（良） | 11    | 6     | 6     | 013.20（3人）   | 01着 | R1:10.7（36.3）   | -0.0 | 0五十嵐冬樹 | 54        | （ラッシュライフ）   | 506         |
| 0000.10.01 | 札幌   | 札幌2歳S      | GIII   | 芝1800m（良） | 13    | 4     | 5     | 009.20（4人）   | 03着 | R1:50.7（36.1）   | -0.3 | 0五十嵐冬樹 | 55        | アドマイヤムーン     | 496         |
| 0000.10.27 | 門別   | 北海道2歳優駿 | JpnIII | ダ1800m（良） | 14    | 3     | 4     | （1人）         | 02着 | R2:00.5（41.2）   | -0.4 | 0五十嵐冬樹 | 55        | エイティジャガー     | 496         |
| 2006.08.08 | 旭川   | 王冠賞        | H2     | ダ1600m（良） | 13    | 4     | 4     | 001.90（1人）   | 09着 | R1:46.0（42.1）   | -2.2 | 0五十嵐冬樹 | 55        | アヤパン             | 518         |

## 血統表
| モエレジーニアスの血統          | モエレジーニアスの血統          | モエレジーニアスの血統   | （血統表の出典）         | （血統表の出典）        |
| 父系                            | ニジンスキー系                  | ニジンスキー系           | ニジンスキー系           | [ § 2 ]                 |
| 父 フサイチコンコルド 1993 鹿毛 | 父の父Caerleon 1980 鹿毛        | Nijinsky                 | Northern Dancer          | Northern Dancer         |
| 父 フサイチコンコルド 1993 鹿毛 | 父の父Caerleon 1980 鹿毛        | Nijinsky                 | Flaming Page             |                         |
| 父 フサイチコンコルド 1993 鹿毛 | 父の父Caerleon 1980 鹿毛        | Foresser                 | Round Table              | Round Table             |
| 父 フサイチコンコルド 1993 鹿毛 | 父の父Caerleon 1980 鹿毛        | Foresser                 | Regal Gleam              |                         |
| 父 フサイチコンコルド 1993 鹿毛 | 父の母*バレークイーン 1988 鹿毛 | Sadler's Wells           | Northern Dancer          | Northern Dancer         |
| 父 フサイチコンコルド 1993 鹿毛 | 父の母*バレークイーン 1988 鹿毛 | Sadler's Wells           | Fairy Bridge             |                         |
| 父 フサイチコンコルド 1993 鹿毛 | 父の母*バレークイーン 1988 鹿毛 | Sun Princess             | *イングリッシュプリンス  | *イングリッシュプリンス |
| 父 フサイチコンコルド 1993 鹿毛 | 父の母*バレークイーン 1988 鹿毛 | Sun Princess             | Sunny Valley             |                         |
| 母 *シャルナ 1995 黒鹿毛        | 母の父Darshaan 1981 黒鹿毛      | Shirley Heights          | Mill Reef                | Mill Reef               |
| 母 *シャルナ 1995 黒鹿毛        | 母の父Darshaan 1981 黒鹿毛      | Shirley Heights          | Hardiemma                |                         |
| 母 *シャルナ 1995 黒鹿毛        | 母の父Darshaan 1981 黒鹿毛      | Delsy                    | Abdos                    | Abdos                   |
| 母 *シャルナ 1995 黒鹿毛        | 母の父Darshaan 1981 黒鹿毛      | Delsy                    | Kelty                    |                         |
| 母 *シャルナ 1995 黒鹿毛        | 母の母Chalon 1979 栗毛          | Habitat                  | Sir Gaylord              | Sir Gaylord             |
| 母 *シャルナ 1995 黒鹿毛        | 母の母Chalon 1979 栗毛          | Habitat                  | Little Hut               |                         |
| 母 *シャルナ 1995 黒鹿毛        | 母の母Chalon 1979 栗毛          | Areola                   | Kythnos                  | Kythnos                 |
| 母 *シャルナ 1995 黒鹿毛        | 母の母Chalon 1979 栗毛          | Areola                   | Alive Alivo              |                         |
| 母系(F-No.)                     | シャルナ(IRE)系(FN:23-a)        | シャルナ(IRE)系(FN:23-a) | シャルナ(IRE)系(FN:23-a) | [ § 3 ]                 |
| 5代内の近親交配                 | Northern Dancer：S4×S4          | Northern Dancer：S4×S4   | Northern Dancer：S4×S4   | [ § 4 ]                 |
| 出典                            | 1. 2. 3. 4.                     | 1. 2. 3. 4.              | 1. 2. 3. 4.              | 1. 2. 3. 4.             |

- 甥に2019年東京盃など重賞4勝のコパノキッキングがいる。